# Sant'Elia Fiumerapido
Sant'Elia Fiumerapido is een gemeente in de Italiaanse provincie Frosinone (regio Latium) en telt 5942 inwoners (31-10-2019). De oppervlakte bedraagt 41,0 km², de bevolkingsdichtheid is 151 inwoners per km².

## Demografie
Sant'Elia Fiumerapido telt ongeveer 2338 huishoudens. Het aantal inwoners steeg in de periode 1991-2001 met 2,8% volgens cijfers uit de tienjaarlijkse volkstellingen van ISTAT.
| Jaar | Inwoneraantal |
| ---- | ------------- |
| 1991 | 6152          |
| 2001 | 6326          |

## Geografie
De gemeente ligt op ongeveer 120 m boven zeeniveau.
Sant'Elia Fiumerapido grenst aan de volgende gemeenten: Belmonte Castello, Cassino, Cervaro, Picinisco, San Biagio Saracinisco, Terelle, Vallerotonda, Villa Latina.